# Университет „Коменски“
Университетът „Коменски“ в Братислава (на словашки: Univerzita Komenského v Bratislave) е най-големият университет на Словакия. Наречен е на видния моравски педагог Ян Амос Коменски.
Член е на университетското обединение Утрехтска мрежа. Обучението е на словашки език.

## История
Основан е през 1919 година. Създаден е с помощта на пражкия Карлов университет скоро след появата на независима Чехословакия. В периода 1939 – 1954 година се нарича Словашки университет.

## Факултети
- Медицински факултет (1919)
- Философски факултет (1921)
- Юридически факултет (1921)
- Природонаучен факултет 1940)
- Католически теологически факултет (1941)
- Педагогически факултет (1947)
- Фармацевтичен факултет (1952)
- Факултет по физическа култура и спорт (1960)
- Медицински факултет в Мартин (1969)
- Физико-математически факултет (1980)
- Евангелистки теологически факултет (1990)
- Факултет по управление (1991)
- Факултет по обществени и икономически науки (2002)

## Възпитаници
- Александър Дубчек – председател на Федералното събрание на Чехословакия
- Густав Хусак – президент на Чехословакия
- Иван Гашпарович – президент на Словакия
- Владимир Мечиар – министър-председател на Словакия
- Йозеф Моравчик – министър-председател на Словакия
- Роберт Фицо – министър-председател на Словакия